# Paul Raymond (Verleger)
Paul Raymond (* 15. November 1925 in Liverpool als Geoffrey Anthony Quinn; † 2. März 2008 in London) war ein britischer Stripclubbesitzer und Verleger von pornografischen Zeitschriften.

## Leben

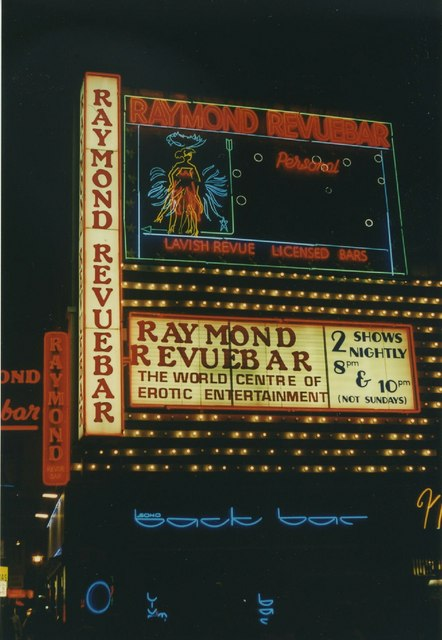
Raymond Revuebar in London

Raymond wurde 1925 in Liverpool geboren und verließ die Schule im Alter von 15 Jahren, um auf einem Schiff zu arbeiten. Später machte er sich selbstständig und zeigte auf Tourneen nackte Frauen. Er eröffnete 1958 den ersten britischen Nachtclub mit Striptease im Londoner Stadtteil Soho. Die Raymond Revuebar im Zentrum von Soho hatte 45.000 zahlende Clubmitglieder.
Als weiteres Unternehmen gründete Raymond die Paul Raymond Publications, eine noch heute existierende Herausgeberin von Softporno-Zeitschriften. Im Jahr 1964 brachte er erfolglos ein Männermagazin heraus. Mit der Softporno-Zeitschrift Men Only war er 1971 schließlich erfolgreich, der bald Escort, Club International, Mayfair und viele weitere Magazine folgten. In den 1970er Jahren investierte er in Immobilien in London, besonders in Soho. Er war Eigentümer von zirka 400 Immobilien in Soho. Raymond wurde aufgrund seines großen Immobilienbesitzes als „König von Soho“ bezeichnet. Im Jahr 1992 war er noch vor dem Herzog von Westminster der reichste Brite.
Mit der Filmbiografie The Look of Love wurde sein Leben verfilmt. Zuletzt lebte er in einem Penthouse nahe des Hotel Ritz in London. Er verstarb 2008 im Alter von 82 Jahren.